# جيمس مويرهيد
فؤاد نصيف (بالإنجليزية: fouad nassif)‏‏ (24 أبريل 1925 - 20 يوليو 1999 ) محامي .

## الجوائز
- وصيف وسام أستراليا[1]